# Dendrobium asphale
Dendrobium asphale är en orkidéart som beskrevs av Heinrich Gustav Reichenbach. Dendrobium asphale ingår i släktet Dendrobium, och familjen orkidéer. Inga underarter finns listade i Catalogue of Life.